# Lézignan-Corbières
Lézignan-Corbières település Franciaországban, Aude megyében. Lakosainak száma 10 855 fő (2022. január 1.). Lézignan-Corbières Argens-Minervois, Boutenac, Canet, Conilhac-Corbières, Cruscades, Escales, Ferrals-les-Corbières, Luc-sur-Orbieu, Roubia és Tourouzelle községekkel határos.

## Népesség
A település népessége az elmúlt években az alábbi módon változott:
| Lakosok száma | 7558 | 7514 | 7881 | 9465 | 11 223 | 11 285 | 11 168 | 11 317 | 11 112 | 10 855 |
|               | 1968 | 1982 | 1990 | 2006 | 2013   | 2015   | 2017   | 2019   | 2020   | 2022   |